# Tomasz Makowski
Tomasz Artur Makowski (IPA [ˈtɔmaʃ ˈartur maˈkɔfsci], nascido em 1970) – Diretor-Geral da Biblioteca Nacional da Polónia, presidente do Conselho Nacional de Bibliotecas, chefe do Comité para Espólio Bibliotecário Nacional e do Comité para Digitalização do Ministério da Cultura e do Património Nacional da Polónia.
Makowski trabalha na Biblioteca Nacional desde 1994. Antes de ser nomeado Diretor-Geral da biblioteca (2007), exerceu a função de Diretor-Adjunto de Investigação e a de chefe do Departamento das Colecções Especiais.
É membro do conselho das múltiplas organizações e instituições nacionais e internacionais, entre os quais da Biblioteca Europeia e do Registo da Memória do Mundo da UNESCO. Em 2005, organizou a primeira exposição monográfica sobre a Biblioteca Zamoyski. É doutorado em História Moderna pela Universidade do Cardeal Stefan Wyszyński em Varsóvia, onde lecciona como professor-adjunto. Escreveu três livros (1996, 1998, 2005) e vários artigos sobre os temas vinculados com a história de bibliotecas e com os estudos de manuscritos.

## Collegamenti esterni
- Tomasz Makowski bio on The Fryderyk Chopin Institute webpage Arquivado em 11 de agosto de  2017, no Wayback Machine.
- Biogram na stronie Instytutu Nauk Historycznych Arquivado em 25 de setembro de  2007, no Wayback Machine.